# Калмунай-1Е
Грама Ніладхарі Калмунай-1Е (№ KP/61/6) — Грама Ніладхарі підрозділу ОС Калмунай-Таміл, округ Ампара, Східна провінція, Шрі-Ланка.

## Демографія
| Населення (2007) | Населення (2007) | Населення (2007) | Населення (2007) | Населення (2007) |
| Населення        | Чоловіки         | Жінки            | Діти             | Дорослі          |
| ---------------- | ---------------- | ---------------- | ---------------- | ---------------- |
| 963              | 502              | 461              | 403              | 560              |